# Mario Matt
Mario Matt (n. 9 aprilie 1979, Flirsch⁠(d), Tirol, Austria) este un schior alpin ce a reprezentat Austria, medaliat olimpic. A participat la 2 ediții ale Jocurilor Olimpice (2006, 2014) în care a câștigat o medalie de aur.